# Höchstwertdurchlassmodell
Das Höchstwertdurchlassmodell wurde von dem Verhaltensbiologen Bernhard Hassenstein entwickelt. Dieses Modell basiert auf Überlegungen zur biologischen Kybernetik und besagt, dass die beobachtbaren Verhaltensweisen („Verhaltenstendenzen“) von Tieren durch hemmende oder aktivierende Prozesse reguliert werden. Dieses Modell versucht die Abfolge der Verhaltensweisen von Tieren ohne die Zuhilfenahme weiterer Grundannahmen zu beschreiben.

## Begriff Höchstwertdurchlass
Wenn mehrere innere oder äußere Ursachen gleichzeitig den Organismus aktivieren oder hemmen, so wird sich dem Modell zufolge die „stärkste“ Verhaltenstendenz in für den Beobachter sichtbarem Verhalten zeigen; Hassenstein spricht auch von Maximalwertdurchlass. Währenddessen sind die anderen Verhaltenstendenzen nicht verschwunden, sondern nur gehemmt. Dieses kybernetische Modell der Verhaltenssteuerung setzt eine „Entweder-oder-Schaltung“ voraus und ferner, dass alle Verhaltenstendenzen in diese Schaltung eingehen, wobei die stärkste Verhaltenstendenz über eine Rückkopplung alle anderen hemmt.
Das Modell basiert auf der Überlegung, dass alle Verhaltensweisen, die im Organismus nicht gleichzeitig ablaufen können, untereinander durch hemmende Stellglieder gekoppelt sind. Der Höchstwertdurchlass sorgt laut Hassenstein dafür, dass die stärkste dieser Verhaltenstendenzen sich durchsetzt. Daraus folgt, dass nach Ausführung des ersten Verhaltens die zweitstärkste Verhaltenstendenz sich als nunmehr stärkste in sichtbarem Verhalten äußern kann. Gleichzeitig vorhandene Verhaltenstendenzen zeigen sich somit in einem Nacheinander der Verhaltensweisen.
- Beispiel: Man beobachtet das Verhalten eines Tieres, das zugleich ein starkes Schlafbedürfnis und starken Durst hat. Das Tier nimmt zunächst Flüssigkeit auf und legt sich danach zur Ruhe. Dem Modell zufolge kann diese Abfolge so gedeutet werden, dass das Schlafbedürfnis während des Trinkens nicht verschwunden war, sondern sich erst nach dem Stillen des Durstes (der momentan „stärkeren“ Verhaltenstendenz) durchsetzen konnte.

Das Modell ermöglicht eine formale Beschreibung von beobachtbaren Verhaltensabfolgen, ohne die Bedingungen des Entstehens der einzelnen Verhaltensweisen zu erklären oder auch nur berücksichtigen zu können.